# Campeonato Baiano de Futebol Feminino de 2022
O Campeonato Baiano Feminino de 2022 é a trigésima quarta edição desta competição de futebol feminino organizada pela Federação Baiana de Futebol (FBF).
A competição é composta de três fases e é disputada por oito equipes entre os dias 24 de setembro e 5 de novembro. Na fase inicial, os participantes se enfrentaram em turno único, classificando para as semifinais os quatro melhores colocados.

## Formato e participantes
O regulamento dividiu a competição em três fases distintas; na primeira, os integrantes enfrentaram os rivais em embates de turno único, classificando os quatro melhores colocados. Nas semifinais, dois embates eliminatórios foram formados de acordo com o cruzamento olímpico. Os vencedores se qualificaram para a decisão em ida e volta. Os oito participantes são:
| Equipe       | Cidade               | Estádio                    | Títulos                           | Ref.  |
| ------------ | -------------------- | -------------------------- | --------------------------------- | ----- |
| Astro        | Feira de Santana     | Vila Olímpica dos Amadores | —                                 | [ 4 ] |
| Bahia        | Salvador             | CT Evaristo de Macedo      | 5 (1989, 1990, 1991, 2019 e 2021) | [ 4 ] |
| Doce Mel     | Jequié               | Waldomiro Borges           | —                                 | [ 4 ] |
| Jacuipense   | Salvador             | CT Osório Villas-Boas      | —                                 | [ 4 ] |
| Juventude-BA | Vitória da Conquista | Edvaldo Flores             | —                                 | [ 4 ] |
| Leônico      | Lauro de Freitas     | Gerino de Souza Filho      | —                                 | [ 4 ] |
| Lusaca       | Camaçari             | Fernando Ferreira Lopes    | 1 (2017)                          | [ 4 ] |
| Vitória      | Salvador             | CT Manoel Tanajura         | 2 (2016 e 2018)                   | [ 4 ] |

## Resultados
Os resultados das partidas da competição estão apresentados nos chaveamentos abaixo. A primeira fase foi disputada por pontos corridos, com os seguintes critérios de desempates sendo adotados em caso de igualdades: número de vitórias, saldo de gols, número de gols marcados, confronto direto, saldo de gols do confronto direto e sorteio. Por outro lado, as fases eliminatórias consistirão em partidas de jogo único nas semifinais e ida e volta na final, as equipes mandantes da primeira partida estão destacadas em itálico e as vencedoras do confronto, em negrito.

### Fase final
|  | Semifinais | Semifinais |   |          | Final | Final | Final | Final |
|  |            |            |   |          |       |       |       |       |
|  | Doce Mel   | 2          |   |          |       |       |       |       |
|  | Astro      | 1          |   |          |       |       |       |       |
|  | Astro      | 1          |   | Doce Mel | 0     | 0     | 0     |       |
|  |            |            |   | Doce Mel | 0     | 0     | 0     |       |
|  |            | Bahia      | 0 | 4        | 4     |       |       |       |
|  | Bahia      | Bahia      | 0 | 4        | 4     | 5     |       |       |
|  | Bahia      |            |   |          |       | 5     |       |       |
|  | Vitória    | 2          |   |          |       |       |       |       |